# مونسترلينغن
مونسترلينغن (بالألمانية: Münsterlingen) هي إحدى بلديات مقاطعة كروزلينغن في كانتون تورغاو في سويسرا. تبلغ مساحتها 5.4 كيلومتر مربع، ويقدر عدد سكانها بـ 3199 نسمة (حسب تعداد ديسمبر 2015).

## أعلام
- كريم حسين
- ليزا ديلا كاسا
- أودو يورغنز